# Agriotypus townesi
Agriotypus townesi là một loài tò vò trong họ Ichneumonidae.